# Andrzej Kolasa
Andrzej Kolasa (ur. w 1948 w Lublinie) – profesor, wykładowca Politechniki Warszawskiej, dziekan Wydziału Inżynierii Produkcji PW, rektor Państwowej Wyższej Szkoły Zawodowej w Ciechanowie.

## Życiorys
W 1973 ukończył studia na Wydziale Mechanicznym Technologicznym Politechniki Warszawskiej. W 1981 obronił pracę doktorską pt. „Budowa spawarki o podwyższonej częstotliwości prądu i badania jej własności technologicznych przy spawaniu aluminium i jego stopów metodą TIG”. W 1992 na podstawie pracy pt. „Właściwości dynamiczne źródeł energii elektrycznej do spawania łukowego oraz kryteria ich oceny” uzyskał stopień doktora habilitowanego. W 2015 uzyskał tytuł naukowy profesora.
W 1996 został powołany na stanowisko dyrektora Instytutu Technologii Materiałowych PW. W latach 2002 do 2008 był kierownikiem Zakładu Inżynierii Spajania. Jednocześnie w 2002 został powołany na stanowisko Rektora Państwowej Wyższej Szkoły Zawodowej w Ciechanowie. W latach 2007–2012 przewodniczył Konferencji Rektorów Publicznych Szkół Zawodowych (KRePSZ). Jego dorobek naukowy i konstrukcyjny koncentruje się na badaniach układów źródło zasilania-łuk spawalniczy, nowoczesnych urządzeniach do spawania łukowego, mechanizacji i automatyzacji procesów spawalniczych, również z robotami przemysłowymi. Kierował m.in. pracami badawczo-rozwojowymi projektów celowych Komitetu Badań Naukowych oraz Ministerstwa Nauki i Szkolnictwa Wyższego. Od 2012 do 2016 sprawował funkcję dziekana Wydziału Inżynierii Produkcji PW.
W 2007 kandydował z poparciem Polskiego Stronnictwa Ludowego do Senatu w okręgu nr 14, zajmując 6. miejsce na 7 kandydatów.

## Stanowiska
- 1988–1990 z-ca dyrektora Instytutu Technologii Bezwiórowych PW
- 1990–1994 kierownik Katedry Technologii Materiałów Uniwersytetu w Dar es Salaam w Tanzanii
- 1996–2008 dyrektor Instytutu Technologii Materiałowych PW
- 2002 do 2008 kierownik Zakładu Inżynierii Spajania PW
- 2002–2012 rektor Państwowej Wyższej Szkoły Zawodowej w Ciechanowie
- 2012–2016 dziekan Wydziału Inżynierii Produkcji PW

## Członkostwa
- 2007–2012 Przewodniczący Konferencji Rektorów Publicznych Wyższych Szkół Zawodowych, Członek stowarzyszony Prezydium Konferencji Rektorów Uczelni Akademickich Szkół Polskich KRASP,
- Od 2001 Prezes Zarządu Polskiej Izby Spawalniczej,
- 2009–2013 Członek Prezydium Sekcji Spawalniczej SIMP[1][2]
- Od 2011 Członek Rady Naukowej Instytutu Spawalnictwa w Gliwicach

## Nagrody, wyróżnienia, odznaczenia
Otrzymał m.in.
- Brązowy i Złoty Krzyż Zasługi
- Medal Komisji Edukacji Narodowej
- Srebrną i Złotą Odznakę Honorową SIMP
- Medal im. S. Olszewskiego – przyznawany za wybitne osiągnięcia dla rozwoju spawalnictwa w Polsce
- Nagrody Rektora Politechniki Warszawskiej
- Nagrody Ministra Nauki i Szkolnictwa Wyższego[1][2]
- Odznaka Honorowa „Zasłużony dla Mazowsza”[5]
- Odznaki Honorowe „Zasłużony dla miasta Ciechanów” i „Zasłużony dla miasta Mława”

## Działalność pozanaukowa
- Sekcja Spawalnicza SIMP
- Polska Izba Spawalnicza

## Wybrane publikacje
- Kolasa Andrzej, Cegielski Paweł: „Mechanizacja automatyzacja osprzęt”, 2014, PNP ZASO Elektronik Oneksiak i S-ka Jawna
- Kolasa Andrzej: Uszkodzenia i naprawy metalowych części maszyn, 1997, Ofic. Wydaw. PWarsz.
- Kolasa Andrzej, Haratym Roman: Ekologiczne wytwarzanie części maszyn, 1997, Ofic. Wydaw. PWarsz[6].